# District d'Archaly
Le  district d'Archaly (en kazakh : Аршалы ауданы) est un district de l'oblys d'Aqmola au nord du Kazakhstan. 

## Géographie
Son centre administratif est la localité d'Archaly. 

## Démographie
En 2013, le district a une population de 27 119 habitants.